# Fred Rosenbaum

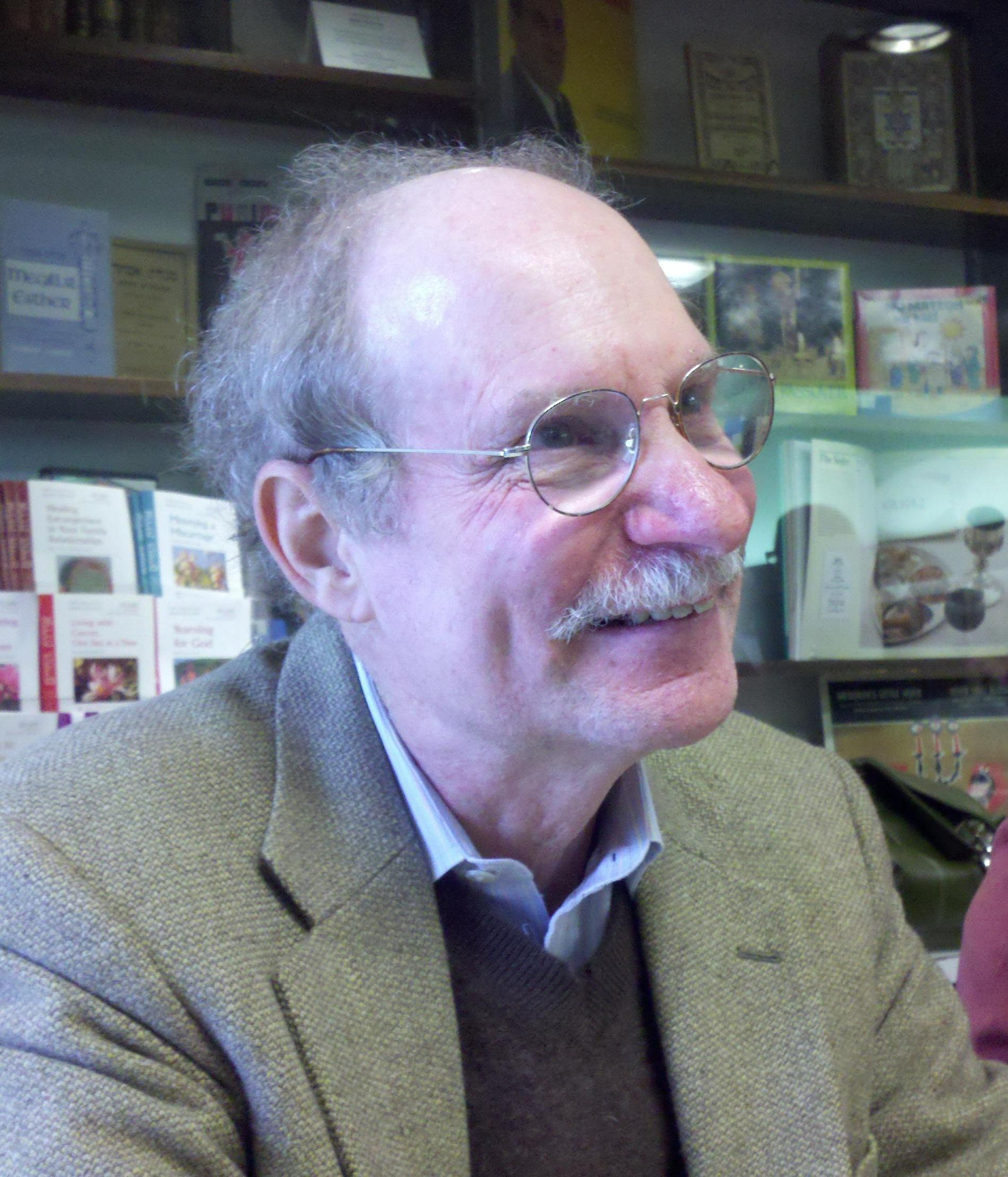
Fred Rosenbaum tại một bài giảng ở Napa, California năm 2011

Fred Rosenbaum là một nhà văn, sử gia và nhà giáo dục người Mỹ, chuyên về lịch sử cộng đồng người Do Thái ở Vịnh San Francisco. Rosenbaum được gọi là "người kể chuyện tuyệt vời". Ông là người sáng lập và là giám đốc của Lehrhaus Judaica ở Berkeley, California, được miêu tả là "trung tâm giáo dục thanh niên Do Thái lớn nhất ở miền Tây Hoa Kỳ" .

## Đầu đời và học vấn
Rosenbaum lớn lên tại Queens, New York trong một gia đình được "đánh dấu bởi Holocaust". Mẹ của ông ta trốn khỏi Ba Lan và trốn sang Hoa Kỳ. Bố ông trước đây đã di cư từ Ba Lan và trở thành một trung sĩ trong Quân đội Hoa Kỳ, và đã chiến đấu ở châu Âu trong Thế chiến II .
Rosenbaum lấy bằng cử nhân tại Đại học Washington ở St. Louis năm 1968, và sau đó nghiên cứu lịch sử của Đức quốc xã như một Fulbright fellow ở Tây Đức. Ông đã có bằng thạc sĩ về lịch sử châu Âu tại Đại học California Berkeley .

## Lehrhaus Judaica
Lấy cảm hứng từ cuộc đời của Franz Rosenzweig, ông rời khỏi học viện truyền thống vào năm 1974 để hợp tác với Lehrhaus Judaica, được đặt theo tên của Freies Juedisches Lehrhaus của Rosenzweig, được thành lập vào năm 1920, và bị đóng bởi Đức Quốc xã 18 năm sau đó . Lehrhaus Judaica được mô tả là "một chương trình giáo dục thường xuyên gắn kết với Berkeley Hillel"  Rosenbaum sau đó là sinh viên cao học tại Đại học California Berkeley, đồng thời cùng với Lehrhaus Judaica và cùng với Seymour Fromer của Bảo tàng Judah L. Magnes và Rabbi Steven Robbins của Berkeley Hillel . Được mô tả như là một "chương trình giáo dục mới cho người Do Thái trưởng thành" vào năm 1988, vào năm 1998, nó được gọi là "Ông bà của các tổ chức học tập dành cho cộng đồng người lớn" .

## Quan sát về lịch sử người Do Thái ở Bắc California
Rosenbaum đã bày tỏ quan điểm cho rằng chủ nghĩa bài do thái ít có tác động hơn đến người Do Thái ở miền Bắc California so với hầu hết các khu vực khác trên thế giới. "Có lẽ điều đáng chú ý nhất là mức độ chấp nhận, thực sự tôn trọng, chấp nhận người Do Thái San Francisco bởi xã hội lớn hơn" . Một nhóm khác là người châu Á (người Trung Quốc vào thế kỷ 19 và những người Mỹ gốc Nhật trong Chiến tranh thế giới II) đã mang lại ảnh hưởng xấu đến xã hội trong khu vực. Ông lưu ý rằng "Chính những người châu Á bị lạm dụng trong những năm hỗn loạn, họ và không phải là người Do Thái đã trở thành những con dê tế thần." 
Cuốn sách gần đây nhất của Rosenbaum, Cosmopolitans: A Social and Cultural History of the Jews of the San Francisco Bay Area, một cuốn sách ghi chép các sự kiện lịch sử toàn diện trong 100 năm đầu tiên của cộng đồng Do Thái thuộc Vùng Vịnh San Francisco đã được xem xét lại bởi nhiều người . Theo San Francisco Chronicle, Rosenbaum "đã nghiên cứu chủ đề của ông trong nhiều thập kỷ." Người đánh giá cuốn sách này nhận xét rằng "sự cống hiến của ông cho chủ đề này rõ ràng là trong phạm vi bách khoa toàn thư của nó" .

## Xuất bản
- Cosmopolitans: a social and cultural history of the Jews of the San Francisco Bay Area, Fred Rosenbaum, Berkeley, California, University of California Press, 2009
- Taking risks: a Jewish youth in the Soviet partisans and his unlikely life in California, Joseph Pell and Fred Rosenbaum, Muskegon, Michigan, RDR Books, 2004
- Visions of reform: Congregation Emanu-El and the Jews of San Francisco, 1849-1999, Fred Rosenbaum, Berkeley, California, Judah L. Magnes Museum, 2000
- Free to choose: the making of a Jewish community in the American West: the Jews of Oakland, California from the gold rush to the present day, Fred Rosenbaum, Berkeley, California, Judah L. Magnes Museum, 1976
- Architects of reform: congregational and community leadership Emanu-El of San Francisco, 1849-1980, Fred Rosenbaum, Berkeley, California, Western Jewish History Center, Judah L. Magnes Museum, 1980
- Here, There Are No Sarahs: A Woman's Courageous Fight in the Soviet Partisans and Her Bittersweet Fulfillment of the American Dream, Sonia Shainwald Orbuch and Fred Rosenbaum, Muskegon, Michigan, RDR Books, 2009
- "The Pope Comes to San Francisco: An Anatomy of Jewish Communal Response to a Political Crisis", by David Biale and Fred Rosenbaum, in American pluralism and the Jewish community, editor: Seymour Martin Lipset, New Brunswick, New Jersey, Transaction Publishers, 1990, described as "a fascinating and insightful account of the playing out of the confrontational style around a Holocaust issue".[11]
- "Zionism versus Anti-Zionism: The State of Israel Comes to San Francisco,", Fred Rosenbaum, in Jews of the American West, edited by Moses Rischin and John Livingston, Detroit, Wayne State University Press, 1991